# چرگا
چرگا (به لاتین: Cherga) یک منطقهٔ مسکونی در روسیه است که در جمهوری آلتای واقع شده‌است.